# Сіпарая сангезька

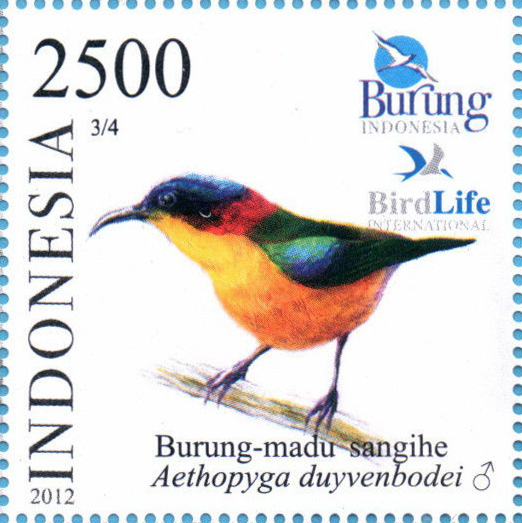
Індонезійська марка із зображенням сангезької сіпараї

Сіпарая сангезька (Aethopyga duyvenbodei) — вид горобцеподібних птахів родини нектаркових (Nectariniidae). Ендемік Індонезії. Вид отримав свою латинську назву на честь Маартена Дірка ван Ренесса ван Дуївенбоде, голландського торгівця з Тернате.

## Опис
Довжина птаха становить 12 см. Самець має блискучу синьо-зелену пляму на лобі, блискучі фіолетові плями на плечах і на надхвісті, жовту нижню частину тіла, червоні скроні, оливкову спину, жовте горло, рудий комірець на шиї і жовту нижню частину спини. Самиця має жовтувато-оливкову верхню частину тіла, лускоподібний візерунок на потилиці і жовту нижню частину тіла.

## Поширення й екологія
Сангезькі сіпараї є ендеміками невеликого острова Сангір, що розташований на північ від Сулавесі. Вони мешкають в гірських лісах навколо гори Сахендаруман на півдні острова.

## Збереження
МСОП вважає цей вид таким. що знаходиться під загрозою зникнення. Популяцію птаха оцінюють в 18900–43800 птахів. Велику небезпеку становить подальше знищення первинних лісів острова.